# Сафаралієва Койкеб Кяміл кизи
Койкеб Кяміл кизи Сафаралієва (3 січня 1907, місто Баку, тепер Азербайджан — 27 червня 1985, місто Баку, тепер Азербайджан) — азербайджанська радянська піаністка, композиторка, професор (1952) Азербайджанської державної консерваторії. Депутат Верховної ради СРСР 3-го скликання.

## Життєпис
Народилася в родині службовця. Почала навчатися музиці у восьмирічному віці у Олени Артеміївни Доброхотової. У 1915 році вступила до восьмирічної загальноосвітньої школи імені Маріїнського. З 1916 по 1926 навчалася у музичному технікумі в Баку.
Почала трудову діяльність у 1926 році концертмейстером театрального технікуму в Баку.
У 1932 закінчила фортепіанний відділ Азербайджанської державної консерваторії за класом Г. Шароєва.
З початку 1930-х років — піаністка Бакинського робітничого театру (нині Російський драматичний театр імені Самеда Вургуна). У 1937 році заснувала музичну школу при Азербайджанській державній консерваторії (нині музична школа імені Бюльбюля). З 1938 по 1952 рік — директор Бакинської спеціальної музичної школи при Азербайджанській державній консерваторії.
З 1952 року — професор Азербайджанської державної консерваторії, концертмейстер Бакинського оперного театру.
Останні роки працювала науковим консультантом Азербайджанської державної консерваторії. Автор низки науково-методичних посібників, статей про музику та багатьох музичних творів.
Померла 27 червня 1985 року в місті Баку.

## Нагороди
- орден «Знак Пошани» (25.02.1946)
- медалі
- Заслужений діяч мистецтв Азербайджанської РСР (23.04.1940)
- Народна артистка Азербайджанської РСР (19.04.1972)